# Carol Blazejowski
Carol Ann Blazejowski (ur. 29 września 1956 w Elizabeth) – amerykańska koszykarka polskiego pochodzenia, mistrzyni świata, członkini kilku różnych galerii sław sportu i koszykówki.
Jest liderką wszech czasów AIAW/NCAA w średniej punktów (38,6) uzyskanych w pojedynczym sezonie oraz podczas całej kariery akademickiej (31,7). Wyniki te są także rekordami jej uczelni. Dzierży też nadal (od 6.03.1977) rekord NCAA w liczbie punktów uzyskanych podczas pojedynczego spotkania (52). Miało to miejsce w Madison Square Garden podczas wygranego (102-91) spotkania z Queens College. 
Przez lata pełniła funkcję prezesa (15.02.2008–20.09.2010) oraz generalnej menadżer (7.01.1997–20.09.2010) zespołu WNBA – New York Liberty. W 2011 została stowarzyszony wiceprezesem na swojej byłej uczelni – Montclair State University.

## Osiągnięcia
Na podstawie, o ile nie zaznaczono inaczej.
NCAA
- Akademicka zawodniczka roku:
  - według Converse'a (1977)
  - Wade Trophy (1978)
- Zaliczana do I składu Kodak All-America (1976–1978)

Indywidualne
- Wybrana do:
  - Żeńskiej Galerii Sław Koszykówki (1999)
  - Koszykarskiej Galerii Sław im. Jamesa Naismitha (1994)
  - National Polish-American Sports Hall of Fame (1994)
  - Galerii Sław Sportu:
    - stanu Jew Jersey (1995)[7]
    - Nutley (2005)[8]
    - New Jersey Sports Writers’Association Hall of Fame (1993)
    - New York Sports Hall of Fame (1993)
- MVP WBL (1981)
- Liderka strzelczyń WBL (1981)

Reprezentacja
- Mistrzyni:
  - świata (1979)
  - uniwersjady (1979)
  - pucharu Jonesa (1979)
- Wicemistrzyni:
  - igrzysk panamerykańskich (1979)
  - uniwersjady (1977)
- Powołana do drużyny olimpijskiej na igrzyska w Moskwie w 1980, które zostały zbojkotowane przez Stany Zjednoczone
- Koszykarka Roku USA Basketball (1980)
- Zaliczona do I składu pucharu Jonesa (1979)